# 16세그먼트 표시 장치

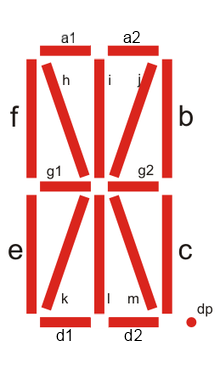
16세그먼트 표시 장치의 개별 세그먼트

일반적인 16세그먼트 표시 장치에 표시된 아라비아 숫자, ISO 기본 라틴 알파벳 문자 및 문장 부호

16세그먼트 표시 장치(영어: Sixteen-segment display, SISD)는 그래픽 패턴을 생성하기 위해 켜거나 끌 수 있는 16개의 세그먼트를 기반으로 하는 디스플레이 유형이다. 이는 더 일반적인 7세그먼트 표시 장치의 확장으로, 4개의 대각선 및 2개의 수직 세그먼트를 추가하고 3개의 수평 세그먼트를 절반으로 나눈다. 다른 변형으로는 상단 또는 하단 수평 세그먼트를 나누지 않는 14세그먼트 표시 장치와 디센더가 있는 소문자를 허용하는 22세그먼트 표시 장치가 있다.
종종 문자 생성기가 7비트 아스키 문자 코드를 16개의 세그먼트 중 어떤 것을 켜거나 끌지 나타내는 16비트로 변환하는 데 사용된다.

## 응용
16세그먼트 표시 장치는 원래 알파벳 숫자 문자(라틴 문자 및 아라비아 숫자)를 표시하도록 설계되었다. 나중에 태국 숫자와 페르시아 문자를 표시하는 데 사용되었다. 이러한 패턴을 사용하는 비전자식 디스플레이는 이미 1902년에 존재했다.
저렴한 도트 매트릭스 디스플레이가 등장하기 전에는 16세그먼트 및 14세그먼트 표시 장치가 계산기 및 기타 임베디드 시스템에 알파벳 숫자 문자를 생성하는 데 사용되었다. 나중에 비디오카세트 레코더(VCR), DVD 플레이어, 전자레인지, 차량 오디오, 전화 발신자 ID 디스플레이 및 슬롯 머신에 사용되었다.
16세그먼트 표시 장치는 여러 기술 중 하나를 기반으로 할 수 있으며, 가장 일반적인 세 가지 광전자 공학 유형은 LED, LCD 및 VFD이다. LED 변형은 일반적으로 단일 또는 이중 문자 패키지로 제조되어 해당 애플리케이션에 적합한 길이의 텍스트 라인 디스플레이로 필요에 따라 결합할 수 있다. 또한 여러 줄 디스플레이를 구축하기 위해 쌓을 수도 있다.
7세그먼트 및 14세그먼트 표시 장치와 마찬가지로 소수점 및 쉼표가 추가 세그먼트 또는 세그먼트 쌍으로 존재할 수 있다. 쉼표(여러 지역에서 세 자리 숫자 그룹화 또는 소수점으로 사용됨)는 일반적으로 소수점과 밀접하게 '부착된' 왼쪽으로 내려가는 아크 모양의 세그먼트를 결합하여 형성된다. 이러한 방식으로 점이나 쉼표는 문자 위치 사이에 표시될 수 있으며, 이는 하단 중간 수직 세그먼트를 점으로 사용하고 하단 왼쪽 대각선 세그먼트를 쉼표로 사용하는 경우처럼 전체 위치를 차지하지 않는다. 이러한 디스플레이는 도트 매트릭스 디스플레이 패널이 널리 사용되기 전에 핀볼 머신에서 점수 및 기타 정보를 표시하는 데 매우 흔했다.

### 예시

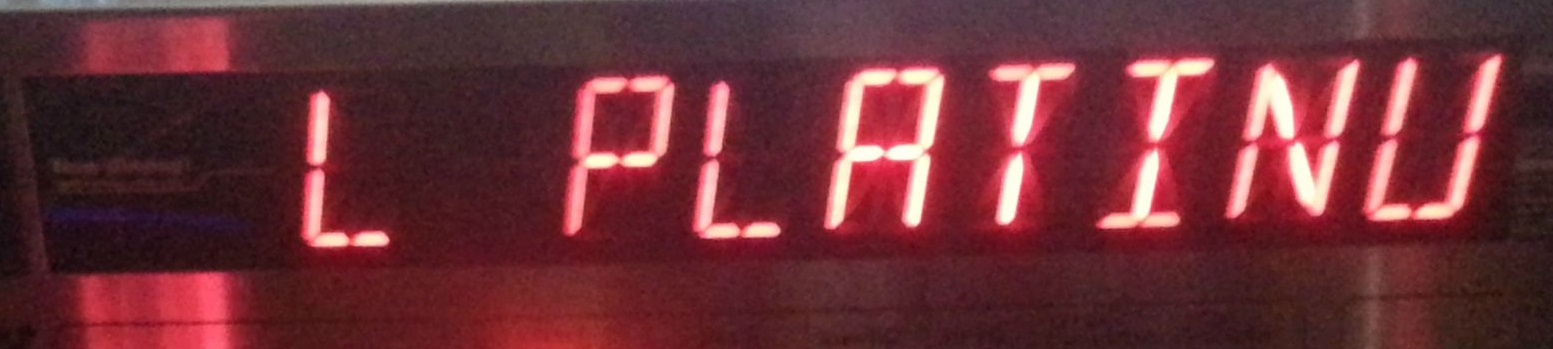
비트매니아 IIDX 아케이드 머신에 있는 16세그먼트 표시 장치
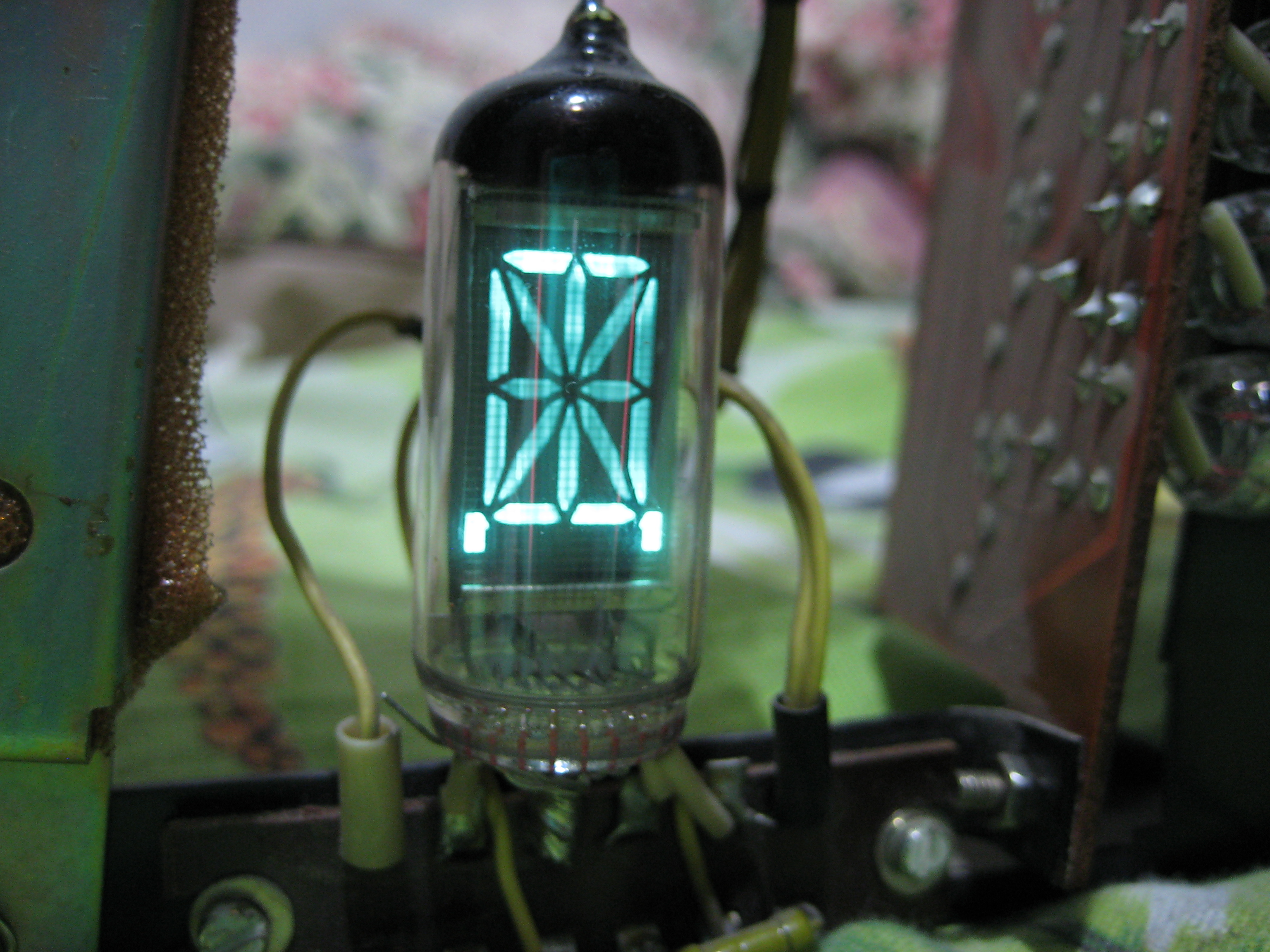
18세그먼트 진공 형광 디스플레이. 두 개의 추가 세그먼트는 키릴 문자 Д, Ц, Щ의 하단 요소에 사용된다.
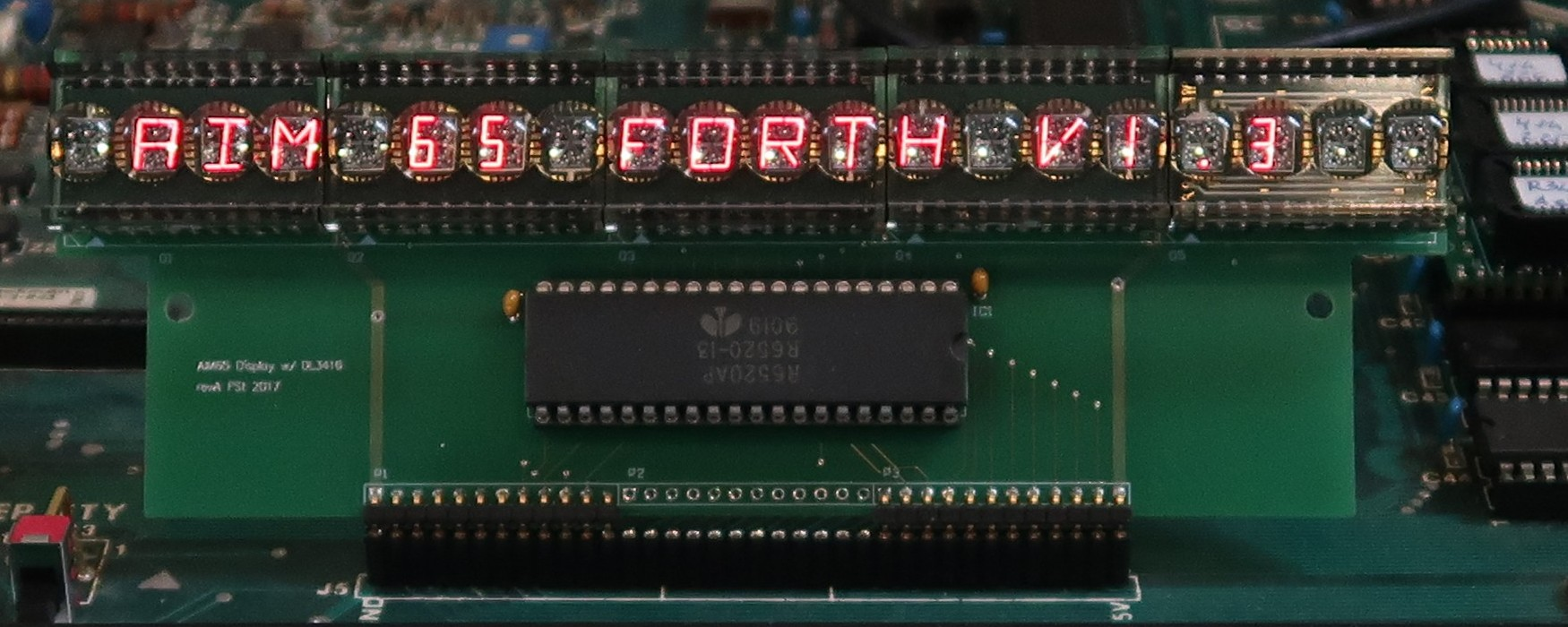
AIM-65에 있는 16세그먼트 표시 장치

## 같이 보기

7-, 9-, 14-, 16세그먼트 표시 장치가 나란히 표시됨

- 7세그먼트 표시 장치
- 8세그먼트 표시 장치
- 9세그먼트 표시 장치
- 14세그먼트 표시 장치
- 도트 매트릭스 디스플레이
- 닉시관 디스플레이
- 진공 형광 디스플레이